# تیرنو موننمبو
تیرنو موننمبو (به فرانسوی: Tierno Monénembo) نویسنده قرن بیستم میلادی اهل فرانسه است.